# حسين أباد مراكان
حسين‌ أباد مراكان هي قرية في مقاطعة خوي، إيران. عدد سكان هذه القرية هو 22 في سنة 2006.